# Букові дерева (пам'ятка природи)
Бу́кові дере́ва — ботанічна пам'ятка природи місцевого значення в Україні. Розташована в межах Закупненської селищної громади Кам'янець-Подільського району Хмельницької області, на північний схід від села Кутківці (лісовий масив, кв. 3, вид. 10).
Площа 0,1 га. Статус присвоєно згідно з рішенням 14 сесії облради від 25.12.1992 року № 7. Перебуває у віданні Закупненської селищної громади.
Статус присвоєно для збереження природних насаджень буку європейського найбільш східного місцезростання.
Пам'ятка природи «Букові дерева» входить до складу національного природного парку «Подільські Товтри».